# Rifle semiautomático
SVT-40 soviético.

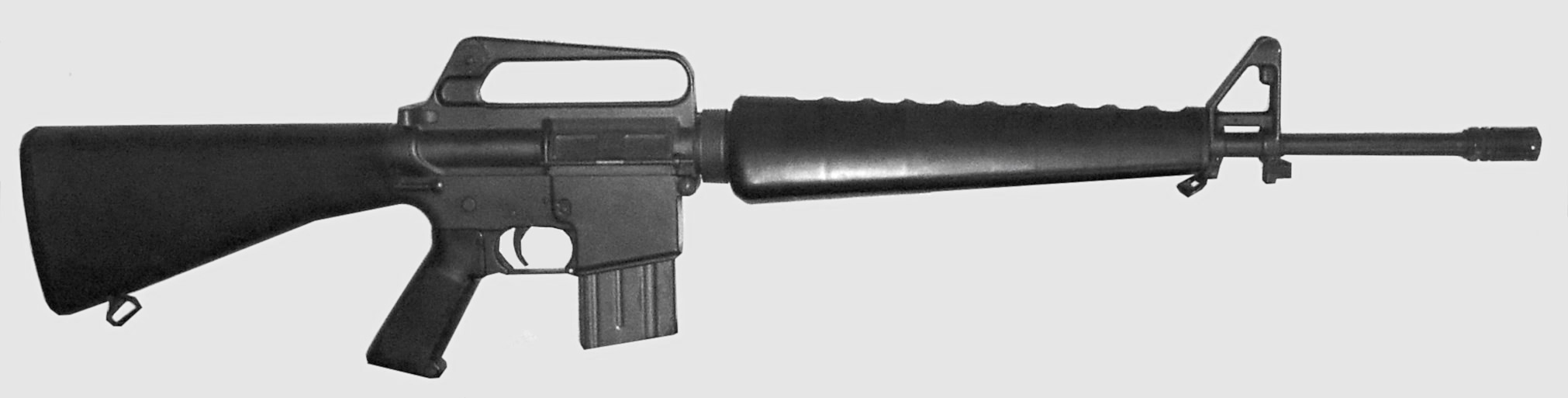
Um dos modelos de rifle semiautomático mais populares nos dias de hoje, o Colt AR-15 SP1.

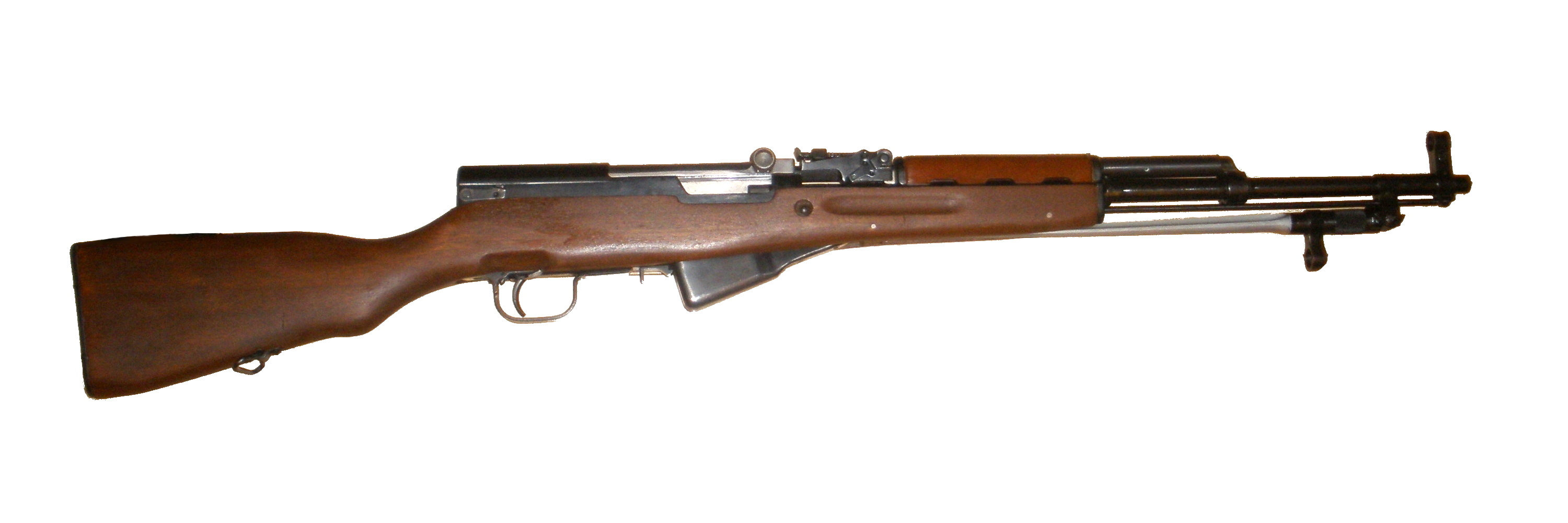
Rifle semiautomático SKS.

Um fuzil/rifle semiautomático (português brasileiro) ou espingarda semiautomática (português europeu) é um rifle que dispara uma única bala a cada puxada do gatilho. Para efeito de comparação, um rifle por ação de ferrolho exige que o usuário execute o ciclo do ferrolho manualmente antes de disparar uma segunda vez, e um rifle totalmente automático, desde que tenha munição, continuará a atirar até que o gatilho seja liberado.
Embora hoje em dia, no meio militar, rifles totalmente automáticos sejam mais comuns, a maioria dos rifles automáticos modernos são de fogo seletivo, o que significa que o usuário pode disparar no modo semiautomático se desejar.

## Histórico
O primeiro design bem-sucedido de um rifle semiautomático operado por recuo é atribuído a Ferdinand Mannlicher, que revelou o design em 1885. Outros modelos semiautomáticos não operados a gás além do "Mannlicher Model 85", os "Model" 91, 93 e 95.

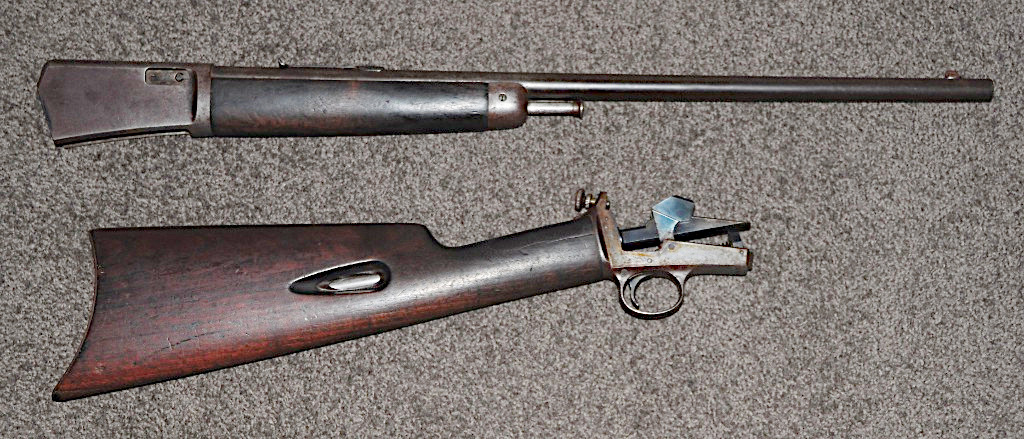
Um rifle semiautomático "Winchester Model 1903" com o cano/guarda-mão separados do mecanismo de ação/coronha.

Em 1903 e 1905, a "Winchester Repeating Arms Company" introduziu os primeiros rifles semiautomáticos de fogo circular e central operados por "blowback" de baixa potência (não operados a gás), o Winchester Model 1903 e o Winchester Model 1905, e uma evolução subsequente, o Winchester Model 1907.
Em 1906, a Remington Arms lançou o "Remington Auto-loading Repeating Rifle", e o rebatizou como "Model 8" em 1911, como um rifle esportivo. Foi vendido na Europa pela FN Herstal como o "FN Browning 1900". Esse era um modelo operado por ação de recuo longa projetada por John Browning. O rifle foi oferecido nos calibres .25, .30, .32 e .35 e ganhou popularidade entre os civis, bem como alguns policiais que apreciaram a combinação de uma ação semiautomática e cartuchos de rifle relativamente poderosos. Em 1936, o "Model 81" substituiu o "Model 8" e foi oferecido em .300 Savage, bem como os calibres Remington originais.

## Exemplos
- Remington Model 8
- Winchester Model 1907
- Mondragón
- Fusil Automatique Modèle 1917
- M1922 Bang rifle
- ZH-29
- M1 Garand
- Kbsp wz. 38M
- SVT-40
- Gewehr 41
- M1941 Johnson
- Ag m/42
- M1 Carbine
- Gewehr 43
- SKS
- FN49
- MAS-49
- Hakim
- vz. 52
- L1A1
- Rashid
- Dragunov SVD
- Ruger 10/22
- Heckler & Koch PSG1
- Ruger Mini-14
- Walther WA 2000